# 金勢泫
金勢泫（： Kim Sehyeon，2000年6月25日—），韓國男歌手，身高182cm，出身於南韓慶尚南道陜川郡，為韓國Dongyo Entertainment旗下的男子舞蹈組合DKZ新加入的成員，2022年4月12日透過DKZ第六張單曲專輯CHASE EPISODE 2. MAUM正式出道。

## 活動經歷

### 出道前
大學時，於國民大學修讀戲劇專業媒體表演系，並在新生話劇《LITHUANIA》中擔任助理導演和飾演富有年輕青年的演員。
2019年，曾於JTBC的電視劇18歲的瞬間裡飾演學院朋友。
在加入DKZ前，曾準備在日本以團體TOC進行活動。
出道前，與DKZ成員一起特別出演同隊成員宰燦主演的語意錯誤，在第5集中飾演餐廳顧客。

### 團體出道
2022年3月18日官方宣布加入團體, 同年3月28日公佈概念照個人概念照，於2022年4月12日透過DKZ第六張單曲專輯CHASE EPISODE 2. MAUM正式出道。

## 影視作品

### 電視劇
| 年份   | 電視台 | 劇名       | 角色     | 性質 |
| ------ | ------ | ---------- | -------- | ---- |
| 2019年 | JTBC   | 18歲的瞬間 | 學院朋友 | 客串 |

### 網路劇
| 年份 | 製作公司       | 劇名     | 角色     | 集數  | 性質   |
| ---- | -------------- | -------- | -------- | ----- | ------ |
| 2022 | Watcha         | 語意錯誤 | 餐廳顧客 | 第5集 | 客串   |
| 2022 | Good Neighbors | 互添友鄰 | 曹恩謙   | 全劇  | 男主角 |